# روبرتو مندوزا فلوريس
روبرتو مندوزا فلوريس (بالإسبانية: Roberto Mendoza Flores)‏ هو سياسي مكسيكي، ولد في 6 سبتمبر 1953 في تاباسكو في المكسيك. حزبياً، نشط في حزب الثورة الديمقراطية. وقد انتخب عضو مجلس النواب المكسيك.